# Hammer (Vohenstrauß)
Die Einöde Hammer ist ein Ortsteil von Vohenstrauß im Landkreis Neustadt an der Waldnaab in der Oberpfalz.

## Geographische Lage
Hammer liegt ungefähr 5,7 km westlich von Vohenstrauß am Westufer der Luhe.
Südlich von Hammer mündet der Trauschenbach von Westen in die Luhe. Direkt im Osten führt die Kreisstraße NEW 32 vorbei.

## Geschichte

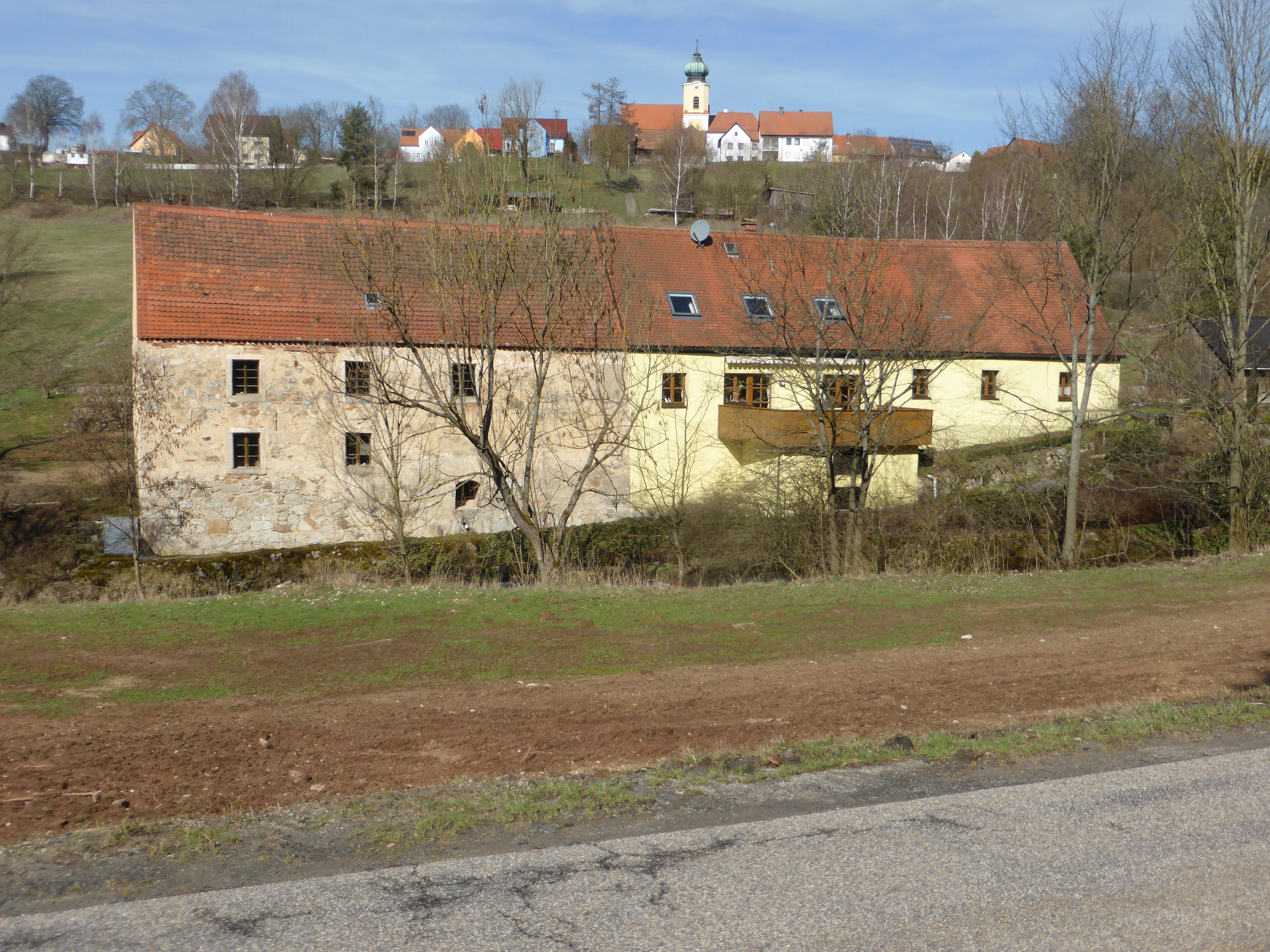
Oberschleif bei Vohenstrauß

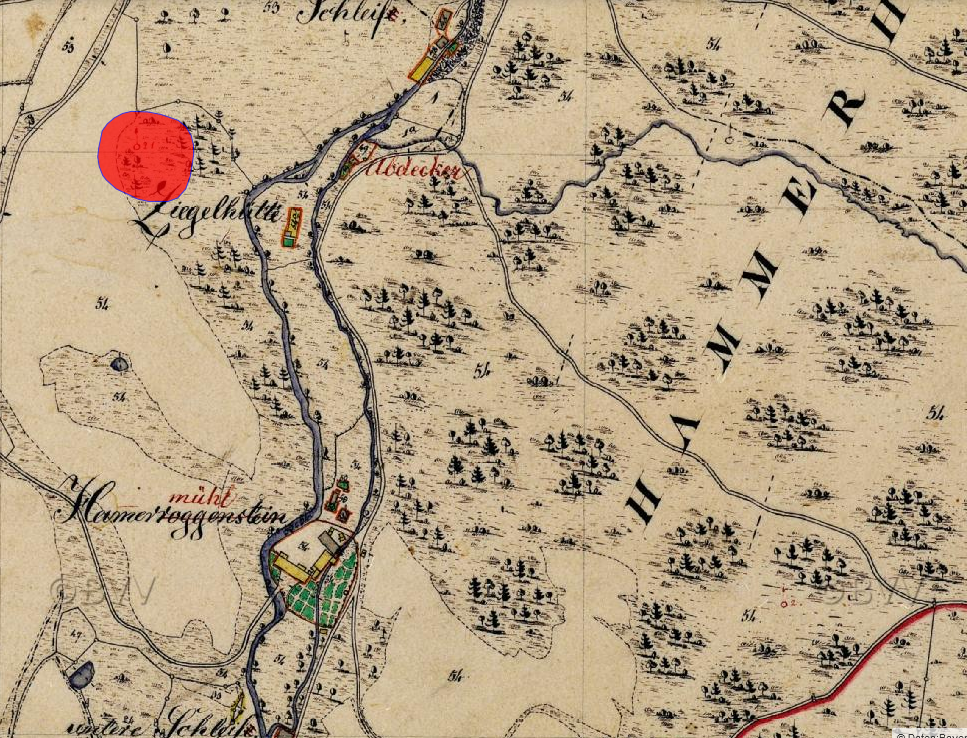
Lageplan von Hammer (Vohenstrauß) auf dem Urkataster von Bayern

Schon im 14. Jahrhundert ist ein Eisenhammer in Roggenstein erwähnt. Er gehörte zur Feste Roggenstein.
Die hiesige Feste wurde als vorderer Sitz oder als das alte Haus zu Roggenstein bezeichnet. Zusammen mit dem Hammer war sie im 14. Jahrhundert leuchtenbergisches Lehen, während das Schloss Roggenstein böhmisches Lehen war. 1382 wurden sie von Marsch Treswitzer an den Landgrafen verkauft. 
1391 und 1399 waren sie in Besitz der Landgrafen von Leuchtenberg.
Der Hammerherr Konrad Wolentzhofer, Bürger zu Amberg bekommt 1382 den Sitz und das darunter liegende Hammerwerk von den Landgrafen. 1387 wird der Eisenhammer als Mitglied der Oberpfälzer Hammereinigung genannt („Hans Hegnein ... mit zwain herden vnd mit dem hamer zu Rokkenpruk“). Das Hammerwerk muss sehr ertragreich gewesen sein, denn anno 1400 liehen sich die Landgrafen von dem Hammerherrn 400 Rheinische Gulden; als Pfand überließen sie ihm die Dörfer Lerau und Wieselrieth (heute ebenfalls zu Leuchtenberg gehörig).
Im 15. Jahrhundert stellte sich der Eisenhammer in Roggenstein auf die Blecherzeugung um.
1738 kaufte Johann Friedrich von Eberz, Pfleger von Weiden in der Oberpfalz und Parkstein sowie Besitzer von  Pechofen, das Gut Roggenstein. Diese Familie bewirtschaftete drei Generationen lang das Gut einschließlich der Hammermühle. Nach einem Bericht vom 30. August 1830 von Johann Wilhelm Heinrich von Eberz waren in Roggenstein die Luhmühle mit drei Gängen und einer Brauerei und die Hauknermühle, hier hatte Johann Heinrich Friedrich von Eberz das stillstehende Hammerwerk zu einer Glasschleife (Obere Schleif) umgebaut und ein zweites (Untere Schleif) errichtet. Zudem richtete er ein Sägewerk mit zwei Gattern, eine Mühle mit fünf Gängen, eine Ziegelhütte mit Kalkbrennerei und eine Nagelschmiede ein. 1851 wurde die Luhmühle an den Müller Wurm verkauft und die Glasschleifen an den Fabrikanten Bloch. Die Hammermühle kam 1861 an die Familie Herold. Heute ist hier das Sägewerk Josef Herold.
Auf den historischen Karten 1808–1864 und 1817–1841 ist Hammer unter den Bezeichnungen Hammermühle und Hammermühl mit drei Gebäuden eingezeichnet.
Mit der Bildung der Steuerdistrikte im Jahr 1808 wurde auch Roggenstein ein Steuerdistrikt, zu dem unter anderem Hammerhäusl (Hammer) gehörte.
In der Regensburger Matrikel von 1838 wurde Hammer unter der Pfarrei Roggenstein nicht genannt. Allerdings war ein Schleifgrund mit 9 Häusern und 114 Einwohnern verzeichnet. In diesem wurden wohl Hammer, Ober- und Unterschleif und noch andere Mühlen und Polierwerke im Luhetal bei Roggenstein zusammengefasst. In der amtlichen Statistik von 1871 war Hammer mit 11 Gebäuden und 49 Einwohnern als Teil der Gemeinde Roggenstein verzeichnet.
Am 1. Januar 1972 wurde die Gemeinde Roggenstein im Rahmen der Gemeindegebietsreform in die Gemeinde Vohenstrauß eingegliedert. Dadurch wurde auch Hammer ein Ortsteil von Vohenstrauß.

### Einwohnerentwicklung in Hammer ab 1871
| Jahr | Einwohner | Gebäude |
| ---- | --------- | ------- |
| 1871 | 49        | 11      |
| 1885 | 44        | 8       |
| 1900 | 28        | 3       |
| 1913 | 27        | 3       |
| 1925 | 20        | 2       |

| Jahr | Einwohner | Gebäude |
| ---- | --------- | ------- |
| 1950 | 13        | 1       |
| 1961 | 7         | 1       |
| 1970 | 5         | k. A.   |
| 1987 | 6         | 1       |
| 2011 | 5         | k. A.   |